# Меловцы
Меловцы (бел. Мелаўцы) — деревня в Волковысском районе Гродненской области Белоруссии. Входит в состав Шиловичского сельсовета.

## География
Деревня находится в юго-западной части Гродненской области, при автодороге Н-6287, на расстоянии приблизительно 11 километров (по прямой) к западу от города Волковыск, административного центра района. Абсолютная высота — 169 метров над уровнем моря. Площадь населённого пункта — 0,1527 км².

## История
По состоянию на 1905 год, в Меловицах проживало 273 человека. В административном отношении деревня входила в состав Шиловичской волости Волковысского уезда Гродненской губернии.
Согласно Рижскому мирному договору (1921), деревня вошла в состав межвоенной Польши. Входила в состав гмины Мстибув Волковысского повета Белостокского воеводства. В 1921 году числилось 230 жителей, проживавших в 50 домах. В этническом составе населения того периода поляки составляли 100 %. В конфессиональном составе населения преобладали католики (99,6 %).
С 1939 года в БССР.

## Население
По данным переписи 2009 года, в деревне проживало 6 человек.
| Год  | Население, человек |
| ---- | ------------------ |
| 1905 | 273                |
| 1921 | ↘ 230              |
| 2009 | ↘ 6                |